# Roberto Fernández (Fußballspieler, 2002)
Roberto Fernández Jaén (* 3. Juli 2002 in Puente Genil) ist ein spanischer Fußballspieler.

## Verein
Fernández begann seine fußballerische Ausbildung beim FC Córdoba, ehe er 2014 in die Jugendakademie des FC Sevilla wechselte. Nach einer einjährigen Rückkehr zu Córdoba 2017, wechselte er im Juli 2018 in die U19-Mannschaft des FC Málaga. Für die Saison 2019/20 wurde er an die A-Junioren des CD San Félix verliehen. Am 4. Dezember 2020 verlängerte er seinen Vertrag bis Juni 2024. Am 16. August 2021 (1. Spieltag) stand er gegen den CD Mirandés in der Segunda División in der Startelf und gab somit sein Profidebüt für den Zweitligisten. Eine Woche später, gegen UD Ibiza, schoss er beim 2:2-Unentschieden gegen den Aufsteiger sein erstes Tor für Málaga. Zur Saison 2022/23 wurde Fernández an den Drittligisten FC Barcelona Atlètic. Nach seiner Rückkehr spielte er ein weiteres Jahr für Malaga, die mittlerweile in die Primera Federación abgestiegen waren. Nach dem erfolgreichen Aufstieg in die Segunda División wechselte der Stürmer im Sommer 2024 weiter zum portugiesischen Erstligisten Sporting Braga. Dort kam er anschließend zu seinen ersten internationalen Einsätzen in der Gruppenphase der UEFA Europa League.

## Nationalmannschaft
Am 15. Oktober 2024 debütierte Fernández für die spanische U-21-Nationalmannschaft in einem EM-Qualifikationsspiel gegen Malta. Beim 6:0-Heimerfolg in Algeciras wurde er in der 59. Minute für Yeremay Hernández eingewechselt und erzielte das Tor zum Endstand.